# Gert-Arne Nilsson
Gert-Arne Lennart Nilsson, född 31 oktober 1941 i Västra Skrävlinge församling Malmö, död 8 april 2019 i Slottsstadens distrikt, var en svensk fotbollsspelare.
Gert-Arne Nilsson debuterade i Allsvenskan för Malmö FF 1960. Han spelade totalt 141 A-lagsmatcher i Malmö FF och tog SM-guld 1965 samt SM-brons 1960. Nilsson kallades även "Skuffan". Han representerade Sverige i B-landskamp mot Danmark och i totalt 5 U-landskamper.
Gert-Arne Nilsson spelade även för Helsingborgs IF i division 2 1969–1970 samt Lunds BK i division 3 1962. Han var även tränare i flera lag 1971–1976 (bl a i Tomelilla IF).
Gert-Arne Nilsson är begravd på Limhamns kyrkogård i Malmö.